# Mercha
| ֽ | Sof pasuq       |  | ֑   | Etnachta            |
| ֶ | Segol (Trope)   |  | ֓ ׀ | Schalschelet gedola |
| ֔ | Zaqef qaton     |  | ֕   | Zakef gadol         |
| ֗ | Rewia           |  | ֖   | Tipcha              |
| ֮ | Zarqa (Trope)   |  | ֙   | Paschta             |
| ֚ | Jetiw           |  | ֛   | Tewir               |
| ֜ | Geresch (Trope) |  |    | Gerschajim (Trope)  |
| ֡ | Pazer           |  | ֟   | Qarne para          |
| ֠ | Telischa gedola |  | ֣ ׀ | Munach Legarmeh     |

| ֣ | Munach           |  | ֤ | Mahpach         |
| ֥ | Mercha           |  | ֦ | Mercha kefula   |
| ֧ | Darga (Trope)    |  | ֨ | Qadma           |
| ֩ | Telischa qetanna |  | ֪ | Jerach ben jomo |
| ֖ | Majela (Trope)   |  |  |                 |

## Begriffe
| Trope                                                                          |
| ------------------------------------------------------------------------------ |
| von altgriechisch τρόπος tropos über jiddisch טראָפּ trop dt.: Betonung, Melodie |

In der aschkenasischen Tradition wird die Trope Mercha genannt. In der sephardischen und italienischen Tradition wird sie „Ma'arich“ (aramäisch: מַאֲרִיךְ) genannt. In der jemenitischen Tradition wird sie Maarcha (aramäisch: מַאֲרְכָא) genannt. Die Tabula accentuum transliteriert mit Mêreḵā.

## Grammatik
Grammatikalisch ist Mercha eines der insgesamt acht konjunktiven Teamim. Jedes Wort der Bibel hat grundsätzlich ein Zeichen, das entweder disjunktiv (trennend) oder konjunktiv (verbindend) ist. Die konjunktiven Teamim wie das Mercha geben nicht die grammatikalische Struktur eines Satzes vor, sie dienen aber dazu, die Betonung und die Melodie festzulegen.
Ein Mercha kommt zum Einsatz als einzige Konjunktion bei Sof pasuq. Dazu gibt es eine Ausnahme: Wenn die gesamte Sof-Pasuq-Gruppe nur aus zwei Worten besteht, wie beispielsweise bei Ex 2,1 , dann wird statt einem Mercha ein Tipcha verwendet. Hierbei entfaltet Tipcha jedoch keine disjunktive Rolle. Sehr häufig dient es dem Tipcha. Es kommt auch vor als Diener zu Zarqa, Paschta oder Tewir, selten für Munach legarmeh. In sehr seltenen Fällen steht es zusammen mit einem anderen Akzent auf einem Wort und steht dann anstelle eines Meteg.
| Exodus 2,1    | Exodus 2,1 | Exodus 2,1 | Exodus 2,1 | Exodus 2,1 |
| ------------- | --- | --- | --- | --- |
| Gesamter Vers | וַיֵּ֥לֶךְ אִ֖ישׁ מִבֵּ֣ית לֵוִ֑י וַיִּקַּ֖ח אֶת־בַּת־לֵוִֽי׃ „Und es ging hin ein Mann vom Hause Levi und nahm eine Tochter Levis zur Frau.“ | וַיֵּ֥לֶךְ אִ֖ישׁ מִבֵּ֣ית לֵוִ֑י וַיִּקַּ֖ח אֶת־בַּת־לֵוִֽי׃ „Und es ging hin ein Mann vom Hause Levi und nahm eine Tochter Levis zur Frau.“ | וַיֵּ֥לֶךְ אִ֖ישׁ מִבֵּ֣ית לֵוִ֑י וַיִּקַּ֖ח אֶת־בַּת־לֵוִֽי׃ „Und es ging hin ein Mann vom Hause Levi und nahm eine Tochter Levis zur Frau.“ | וַיֵּ֥לֶךְ אִ֖ישׁ מִבֵּ֣ית לֵוִ֑י וַיִּקַּ֖ח אֶת־בַּת־לֵוִֽי׃ „Und es ging hin ein Mann vom Hause Levi und nahm eine Tochter Levis zur Frau.“ |
| 1. Ebene      | וַיִּקַּ֖ח אֶת־בַּת־לֵוִֽי׃ Sof pasuq                                                                                         | וַיִּקַּ֖ח אֶת־בַּת־לֵוִֽי׃ Sof pasuq                                                                                         | וַיֵּ֥לֶךְ אִ֖ישׁ מִבֵּ֣ית לֵוִ֑י Etnachta                                                                                        | וַיֵּ֥לֶךְ אִ֖ישׁ מִבֵּ֣ית לֵוִ֑י Etnachta                                                                                        |
| 2. Ebene      | | | מִבֵּ֣ית לֵוִ֑י | וַיֵּ֥לֶךְ אִ֖ישׁ Mercha                                                                                                   |

In Deuteronomium 32,1  wird der Vers auf der 1. Ebene in eine Etnachta-Segment und in ein Sof-Pasuq-Segment unterteilt. Auf der 2. Ebene erfolgt die Unterteilung in Mercha und Tipcha.
| Deuteronomium 32,1 | Deuteronomium 32,1 | Deuteronomium 32,1 | Deuteronomium 32,1 | Deuteronomium 32,1 |
| ------------------ | --- | --- | --- | --- |
| Gesamter Vers      | הַאֲזִ֥ינוּ הַשָּׁמַ֖יִם וַאֲדַבֵּ֑רָה וְתִשְׁמַ֥ע הָאָ֖רֶץ אִמְרֵי־פִֽי׃ „Merkt auf, ihr Himmel, ich will reden, und die Erde höre die Rede meines Mundes.“ | הַאֲזִ֥ינוּ הַשָּׁמַ֖יִם וַאֲדַבֵּ֑רָה וְתִשְׁמַ֥ע הָאָ֖רֶץ אִמְרֵי־פִֽי׃ „Merkt auf, ihr Himmel, ich will reden, und die Erde höre die Rede meines Mundes.“ | הַאֲזִ֥ינוּ הַשָּׁמַ֖יִם וַאֲדַבֵּ֑רָה וְתִשְׁמַ֥ע הָאָ֖רֶץ אִמְרֵי־פִֽי׃ „Merkt auf, ihr Himmel, ich will reden, und die Erde höre die Rede meines Mundes.“ | הַאֲזִ֥ינוּ הַשָּׁמַ֖יִם וַאֲדַבֵּ֑רָה וְתִשְׁמַ֥ע הָאָ֖רֶץ אִמְרֵי־פִֽי׃ „Merkt auf, ihr Himmel, ich will reden, und die Erde höre die Rede meines Mundes.“ |
| 1. Ebene           | וְתִשְׁמַ֥ע הָאָ֖רֶץ אִמְרֵי־פִֽי׃ Sof pasuq                                                                                              | וְתִשְׁמַ֥ע הָאָ֖רֶץ אִמְרֵי־פִֽי׃ Sof pasuq                                                                                              | הַאֲזִ֥ינוּ הַשָּׁמַ֖יִם וַאֲדַבֵּ֑רָה Etnachta                                                                                               | הַאֲזִ֥ינוּ הַשָּׁמַ֖יִם וַאֲדַבֵּ֑רָה Etnachta                                                                                               |
| 2. Ebene           | אִמְרֵי־פִֽי׃ | וְתִשְׁמַ֥ע הָאָ֖רֶץ Mercha | וַאֲדַבֵּ֑רָה | הַאֲזִ֥ינוּ הַשָּׁמַ֖יִם Mercha |

Wenn sich zwei Worte in einem Tipcha-Segment befinden, und sich das vorhergehende Wort auf das Wort mit dem Tipcha bezieht, dann wird dieses Wort mit dem Verbinder Mercha betont. Die Melodie für Mercha in Bezug auf Tipcha unterscheidet sich dabei von der Melodie für Mercha in Bezug auf Sof pasuq. Die Melodie einer Konjunktion ist abhängig von dem folgenden Betonungszeichen.

## Melodie
Mercha kann innerhalb verschiedener Tropengruppen stehen. In der Etnachta-Gruppe, in der Sof-Pasuq-Gruppe sowie in der Tewir-Gruppe. Bei Cohen gibt es hier keinen Unterschied in der Melodie zu Mercha in der Sof-Pasuq-Gruppe vor dem Tipcha. Jacobson sieht dies genauso, er stellt nur einen Unterschied fest, je nachdem, ob Mercha vor Tipcha oder unmittelbar vor Sof pasuq steht.

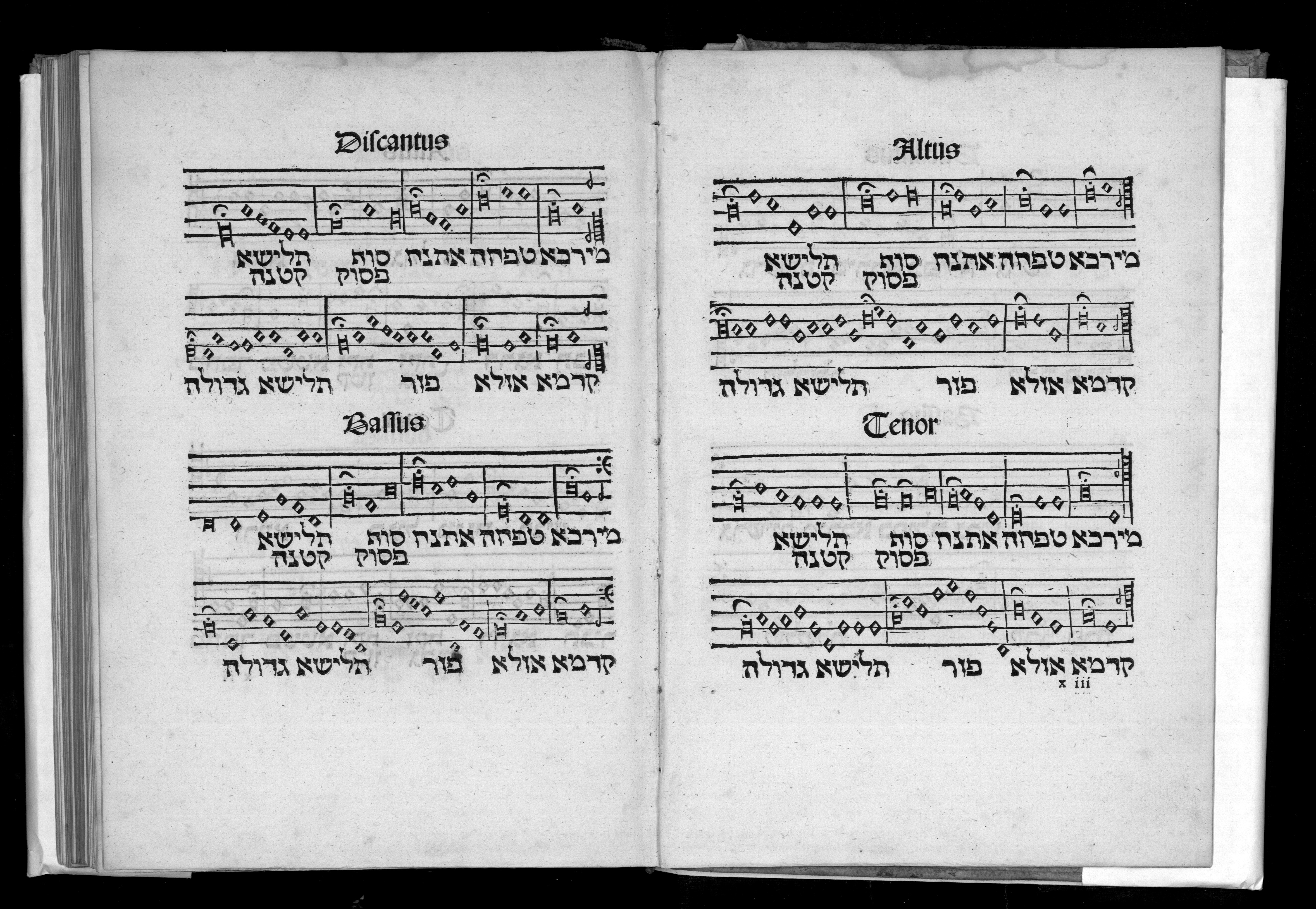
Johannes Reuchlin: mercha  מֵרְכָ֥א

## Vorkommen
Mercha gehört sowohl zum prosaischen, als auch zum poetischen System der Teamim.
| Teil des Tanach | Mercha |
| --------------- | ------ |
| Tora            | 9117   |
| Nevi’im         | 14599  |
| Ketuvim         | 5235   |
| Gesamt          | 28941  |

Die Tabelle zeigt das sehr häufige Vorkommen von Mercha in den 21 Büchern.